# Eulalia Kadmina
Eulalia Kadmina (Kaluga, Rusia, 1 de octubre de 1853-Járkov, 4 de diciembre de 1881) fue una cantante mezzosoprano y actriz rusa.

## Carrera artística
Fue descubierta por el gran músico y pianista Nikolai Rubinstein (1835-1881) que en 1870 la vio cantar, quedando impresionado por su bonita voz, y le aconsejó que se dedicase al canto. Tuvo importantes profesores, entre los que destacan Alexandra Alexandrova-Kochetova, Ivan Samarin y Piotr Ilich Chaikovski. Este último escribió expresamente música para ella en su poema sinfónico basado en la obra de Alexander Ostrovsky La doncella de nieve.